# Берріс
Берріс (баск. Berriz (офіційна назва), ісп. Bérriz) — муніципалітет в Іспанії, у складі автономної спільноти Країна Басків, у провінції Біская. Населення — 4888 осіб (2009).
Муніципалітет розташований на відстані близько 320 км на північ від Мадрида, 29 км на схід від Більбао.
На території муніципалітету розташовані такі населені пункти: (дані про населення за 2009 рік)
- Андікоа: 102 особи
- Берріс-Олакуета: 4077 осіб
- Ейтуа: 171 особа
- Мургойтіо: 58 осіб
- Оканго: 168 осіб
- Сальйобенте: 209 осіб
- Саррія: 103 особи

## Демографія
Динаміка населення (INE ):

## Галерея зображень

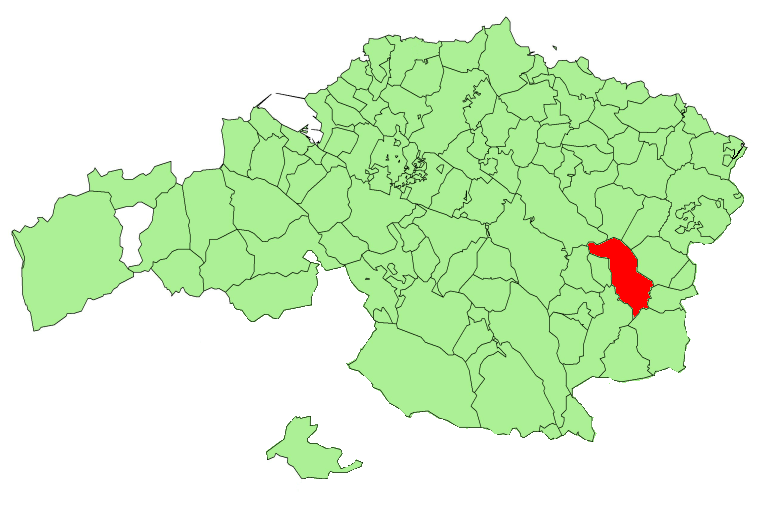
Розташування муніципалітету
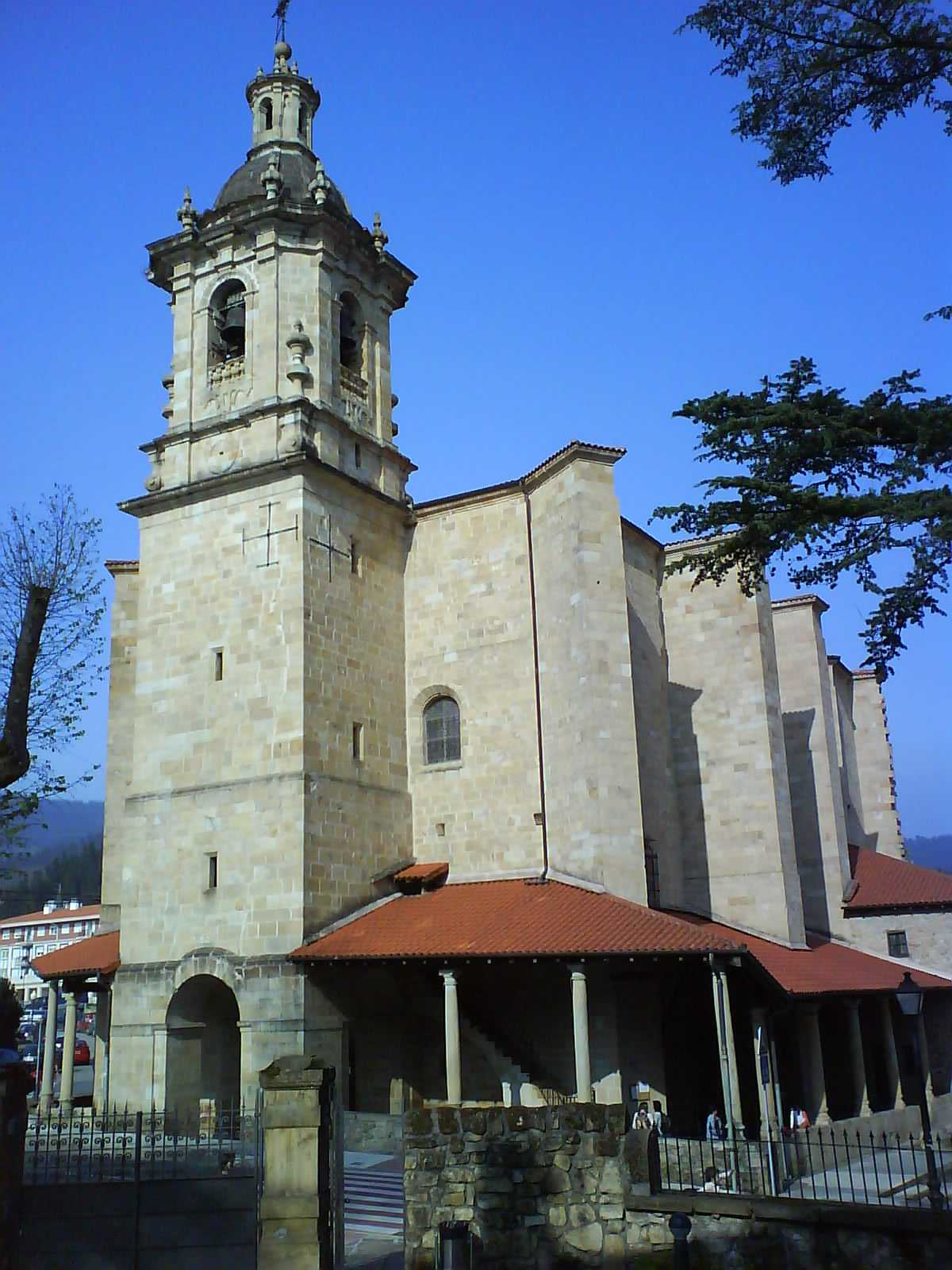
Парафіяльна церква Сан-Хуан-Еванхеліста
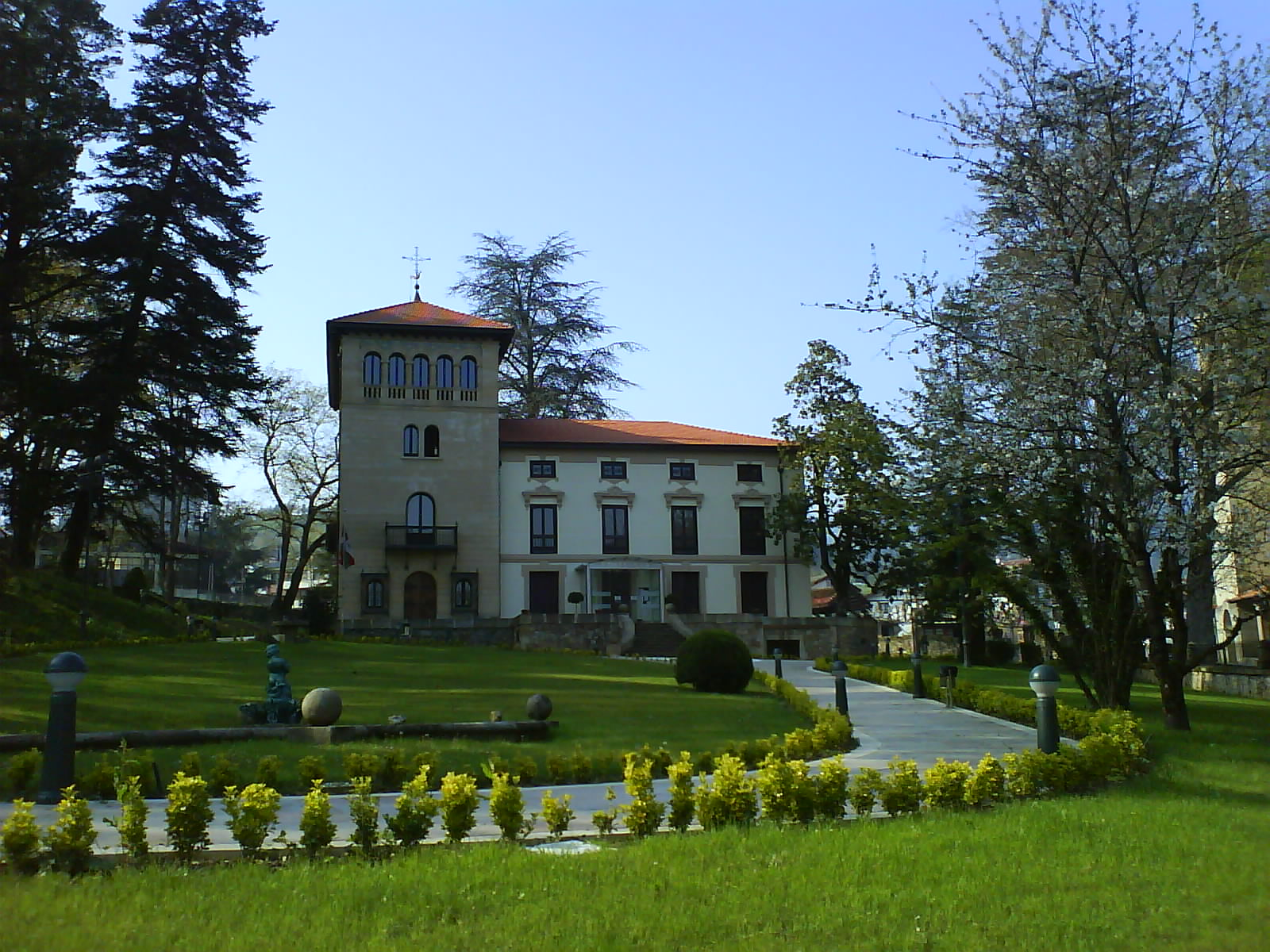
Муніципальна рада